# 矢尾板賢吉
矢尾板 賢吉（やおいた けんきち、1940年4月24日 - 2009年7月5日）は、日本の漫画家。本名は矢尾板 健吉（読み同じ）。東京都出身。日本美術学校油絵科卒。

## 作風
ひとコマ漫画（カートゥーン）作家。「男と女」を主題とした漫画を得意としていた。

## 代表作
ひとコマ漫画家集団“JAPUNCH”の一員としての一連の著作

## 受賞歴
- 日本漫画家協会賞（大賞）
- 読売国際漫画大賞（近藤日出造賞）
- 中日漫画大賞　など

“JAPUNCH”の一員として
- 『VIVA, CHEF!』で、平成13年度（第5回）文化庁メディア芸術祭・マンガ部門（優秀賞）
- 『CIN CIN』で、平成14年度（第6回）文化庁メディア芸術祭・マンガ部門（審査委員会推薦作品）

## 所属団体
- JAPUNCH
- 「私の八月十五日」の会